# Domani (film 2001)
Domani è un film del 2001 scritto e diretto da Francesca Archibugi, presentato nella sezione Un Certain Regard al 54º Festival di Cannes.

## Trama
La vicenda è ambientata in un paesino dell'Umbria devastato dal terremoto del 1997 ed è incentrata sulla famiglia del vicesindaco, di sua moglie e i loro figli, su quella di un salumiere e di sua madre, di due giovani amiche, un'insegnante delle medie e un restauratore britannico. In mezzo alla tragedia sono messi in evidenza i piccoli problemi. Emerge la gravità della catastrofe che sembra non avere mai fine.

## Produzione
Il film è stato girato a Sellano, in Umbria.

## Riconoscimenti
- 2001 - Nastri d'argento
  - Candidatura per la migliore attrice non protagonista ad Ornella Muti
  - Candidatura per la migliore sceneggiatura a Francesca Archibugi